# VDARE
VDARE es un sitio web nacionalista blanco de extrema derecha estadounidense que se opone a la inmigración en los Estados Unidos de América. Algunos analistas afirman que VDARE promueve la oposición a la inmigración en los Estados Unidos y está asociado con el supremacismo blanco, el nacionalismo blanco y la extrema derecha.

## Historia
La obra "Anti-Immigration in the United States: A Historical Encyclopedia", describe a VDARE como uno de los medios de comunicación antiinmigración más prolíficos de los Estados Unidos de América, y afirma que este sitio web se ocupa ampliamente de las cuestiones raciales en los Estados Unidos de América. VDARE se estableció en 1999, el editor del sitio web es Peter Brimelow, quien una vez afirmó que los blancos construyeron la cultura estadounidense y que Estados Unidos está en riesgo debido a los no blancos. El Centro legal para la pobreza sureña, describe a VDARE como un sitio web antiinmigración que publica periódicamente artículos de destacados nacionalistas blancos, entre ellos Steve Sailer, Jared Taylor, J. Philippe Rushton, Samuel T. Francis y John Derbyshire. VDARE reconoce que ha publicado escritos de escritores nacionalistas blancos, pero afirma que no es un sitio web nacionalista blanco. El nombre VDARE hace referencia a Virginia Dare, la primera niña nacida en América del Norte hija de los primeros colonos ingleses que llegaron al Nuevo Mundo a finales del siglo XVI. Dare desapareció junto con todos los demás miembros de la Colonia de Roanoke. Según Brimelow, los estadounidenses de origen británico y su cultura están en peligro de desaparecer como hizo Virginia Dare.